# Байда Станіслав Васильович
Станіслав Васильович Байда (нар. 15 грудня 1939, Бердянськ, СРСР) — радянський український футболіст, воротар та тренер. Майстер спорту СРСР. Заслужений тренер України (1999).

## Клубна кар'єра
Станіслав Байда народився 15 грудня 1939 року у Бердянську. У 15-річному віці дебютував у дорослому футболі, в команді Первомайського заводу, яка на той час виступала у чемпіонаті УРСР серед КФК. У 1959 році був призваний на військову службу, яку проходив у футбольному клубі «Будинок Офіцерів» (Вінниця), кольори якого захищав до 1960 року. У 1961 році зіграв 4 поєдинки у футболці чернігівської «Десни», яка на той час виступала в Першій лізі чемпіонату СРСР. У 1963 році перейшов до «Металурга» (Комунарськ), у складі якого зіграв 37 матчів. З 1964 по 1966 роки виступав у кадіївському «Шахтарі».
У 1966 році на запрошення тодішнього головного тренера «Суднобудівника» Абрама Лермана переїздить до Миколаєва. Дебютував за корабелів у матчі кубку СРСР проти кіровобадсбкого «Динамо». У Миколаєві його партнерами по команді були Леонід Колтун, Євген Кучеревський та Ільяс Галіов. Найуспішнішими у кар'єрі Байди були сезони 1968 та 1969 років, коли «Суднобудівник» став переможцем другої групи Класу «А» та півфіналістом кубку СРСР. Завдяки такому успіху Станіслав Байда та ще його 10 партнерів по команді отримали звання Майстра спорту СРСР. У зв'язку з сімейними обставинами 30-річний гравець вирішив завершити кар'єру футболіста.

## Кар'єра тренера
З січня 1970 року працював тренером у миколаївському ДЮСШ-3. З 1970 по 1982 роки працював у ДЮСШ «Суднобудівник» (Миколаїв). З 1982 по 1984 роки був тренером дорослої команди «Суднобудівника». Згодом повернувся до роботи дитячого тренера. В різні часи вихованцями Станіслава Байди були Леонід Ніколаєнко, Сергій Бондар, Михайло Оліференко, Валерій Високос.